# Exile on Main St
Exile on Main St, für Exile on Main Street (ins Deutsche übersetzbar als „Verbannt auf die Hauptstraße“), ist das zehnte in Großbritannien erschienene Studioalbum der Band The Rolling Stones, produziert von Jimmy Miller. Es wurde am 22./26. Mai 1972 veröffentlicht.

## Zum Album
Zum Zeitpunkt seines Erscheinens wurde Exile on Main St von vielen Musikkritikern angegriffen, da diese sich nicht mit dem recht rauen, unfertig wirkenden Produktionsstil anfreunden konnten. Zudem enthält es – anders als die Vorgängeralben – keine ausgesprochenen Hitsongs. Nur Tumbling Dice (Platz 5 in GB, Platz 7 in den USA) und Happy (Platz 22 in den USA) erschienen als Single-Auskopplungen.
Heute gilt die Platte als eine der besten Veröffentlichungen der Band. Es sind weniger die einzelnen Stücke, die das Album ausmachen, als vielmehr die Konsistenz der Songqualität und die durchgehende Stimmung voller Kraft und Groove. Bemerkenswert ist die in den Hintergrund gemischte Stimme von Mick Jagger. Dieser selbst ist aber im Rückblick nicht so überzeugt von den Qualitäten der Doppel-LP; in einem Rolling-Stone-Interview von 1995 schätzt er die Vorgänger-Alben höher ein.
Der Song Happy, von Keith Richards gesungen, wurde im Laufe der Zeit zu dessen „Markensong“, der heute noch im Konzertprogramm seinen festen Platz hat. Auch Rip This Joint gibt es in einer von Keith Richards gesungenen Version, wurde jedoch in dieser Form nie veröffentlicht. All Down the Line existiert in zwei verschiedenen Fassungen: Version I auf den LP/CD-Versionen ist in Mono, Version II (US-amerikanische Single-Version) dagegen in Stereo abgemischt.

## Entstehungsgeschichte
Anfang 1971 hatten die Stones das Vereinigte Königreich aus steuerlichen Gründen verlassen und sich in Südfrankreich angesiedelt. Ab März 1971 wurden die Stücke des Albums im feuchten Keller der von Keith Richards für 2400 Dollar wöchentlich angemieteten Villa Nellcôte, Avenue Louise Bordes in Villefranche-sur-Mer an der Côte d’Azur, eingespielt, einem Gebäude mit 16 Zimmern, das während der Besetzung durch die Nationalsozialisten im Zweiten Weltkrieg als Gestapo-Hauptquartier genutzt worden war. Der Strom für das Equipment wurde illegal von einer Stromleitung, die durch den Villenpark führte, abgezapft. Ab Oktober 1971 wurde gegen die Stones wegen Drogenhandels ermittelt, im Dezember desselben Jahres führten die Vorwürfe dazu, dass Richards mit einem Einreiseverbot nach Frankreich belegt wurde. Zu diesem Zeitpunkt lagen die Songs nur als Rohmaterial vor, das Hinzufügen der Overdubs und das endgültige Mastering erfolgten bis Mai 1972 in den Sunset Sound Recorders Studios in Los Angeles. Das von Gram Parsons beeinflusste Torn and Frayed („Zerfetzt und abgewetzt“) sowie Loving Cup („Liebestrank“) entstanden gänzlich in Los Angeles.

Eingangstor von Nellcôte (2008)
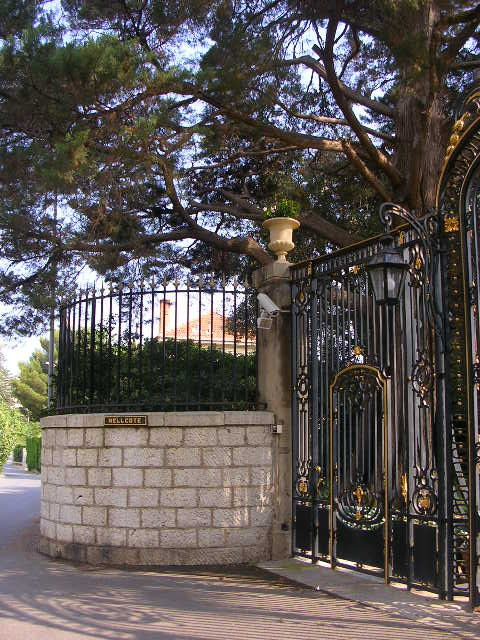
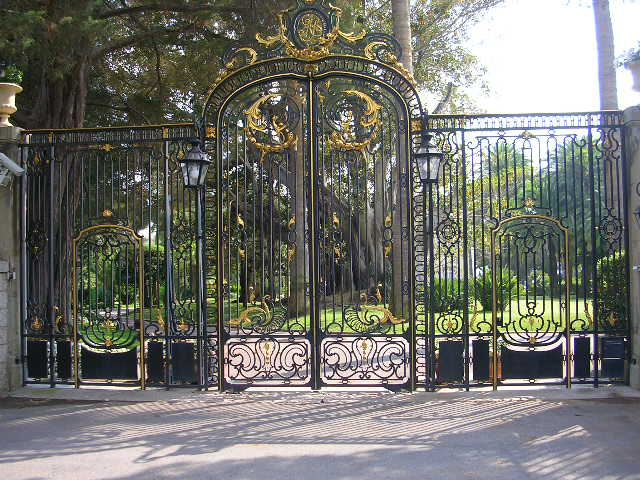

Einige Aufnahmen reichen allerdings bis in das Jahr 1969 zurück, wie zum Beispiel Sweet Virginia, Loving Cup, Shine a Light (1969), All Down the Line oder Tumbling Dice (1970). Zum Teil wurden die originalen Aufnahmen als Basis verwendet (Sweet Virginia), andere Stücke wie zum Beispiel Tumbling Dice (das 1970 als Good Time Women für das Album Sticky Fingers entstand) wurden neu eingespielt. Der Song Shine a Light war Titelgeber des gleichnamigen Films von Martin Scorsese über die Rolling Stones.
Wie auch bei vielen anderen ihrer Aufnahmen wurden die Rolling Stones von zahlreichen Gastmusikern unterstützt: Ian Stewart, Dr. John, Billy Preston, Bill Plummer, Nicky Hopkins und anderen. Für den Gospelchor bei Let It Loose engagierten die Stones unter anderem Tami Lynn und Shirley Goodman.
Exile on Main St. erreichte in den britischen und US-amerikanischen Hitparaden Platz 1 und konnte sich in den Charts für 16 beziehungsweise 17 Wochen halten. In der Liste der 500 besten Alben des Musikmagazins Rolling Stone wird das Album auf Platz sieben geführt.
2007 wurde ein Buch des amerikanischen Journalisten Robert Greenfield veröffentlicht, in dem dieser die Zeit des Entstehens des Doppelalbums in Südfrankreich beschreibt. Der Titel: Exile on Main St. – A Season in Hell with the Rolling Stones (deutsche Ausgabe: Exile on Main St. – Ein höllischer Sommer mit den Rolling Stones).
Universal, die neue Plattenfirma der Rolling Stones, legte am 14. Mai 2010 die Doppel-LP in überarbeiteter Fassung vor – als Doppel-CD – und fügte zehn weitere Songs aus den damaligen Aufnahmesitzungen dazu, darunter Pass the Wine oder Plundered My Soul. Daraufhin stieg Exile on Main St. in zahlreichen Ländern wieder in die Charts ein und erreichte in Großbritannien und Norwegen Platz 1. Bei der Neuausgabe des ursprünglich von Jimmy Miller (gestorben 1994) produzierten Albums wirkten Andy Johns (um 1951–2013), der als Techniker 1972 die Schallplatte in den Ocean Way Studios in Los Angeles abgemischt hatte, sowie der Toningenieur und Produzent Bob Clearmountain mit.
Etwa zur gleichen Zeit erschien auch die Dokumentation Stones in Exile von Stephen Kijak, in der neben den Rolling Stones auch die ehemaligen Bandmitglieder Mick Taylor und Bill Wyman über die Entstehung des Albums berichten.
Das Cover des Albums gestaltete John Van Hamersveld mit einer Fotografien-Collage des Schweizer Fotografen und Filmemachers Robert Frank.

## Titelliste

### Originalalbum
Alle Titel sind, wenn nicht anders angegeben, geschrieben von Jagger/Richards:

#### Seite 1
1. Rocks Off [7] – 4:31
2. Rip This Joint – 2:23
3. Shake Your Hips (James Moore a.k.a. Slim Harpo) – 2:59
4. Casino Boogie – 3:33
5. Tumbling Dice – 3:45

#### Seite 2
1. Sweet Virginia – 4:25
2. Torn and Frayed – 4:17
3. Sweet Black Angel [8] – 2:54
4. Loving Cup – 4:23

#### Seite 3
1. Happy – 3:04
2. Turd on the Run – 2:36
3. Ventilator Blues (Jagger/Richards/Taylor) – 3:24
4. I Just Want to See His Face – 2:52
5. Let It Loose – 5:16

#### Seite 4
1. All Down the Line – 3:49
2. Stop Breaking Down (Traditional Arr. by Jagger/Richards/Wyman/Taylor/Watts)[9] – 4:34
3. Shine a Light – 4:14
4. Soul Survivor – 3:49

Spieldauer: 66 Minuten, 48 Sekunden

### Bonus-Tracks 2010
1. Loving Cup (Alternate take) – 5:26
2. Pass the Wine (Sophia Loren) – 4:54
3. I’m Not Signifying – 3:55
4. Dancing in the Light – 4:21
5. So Divine (Aladdin Story) – 4:32
6. Soul Survivor (Alternate take) – 3:59
7. Following the River – 4:52
8. Plundered My Soul – 3:59
9. Good Time Women – 3:21
10. Title 5 – 1:47
11. All Down The Line (Alternate take, Japan Bonustrack) – 4:09